# Sept Psychopathes
Pour plus de détails, voir Fiche technique et Distribution.
Sept Psychopathes (Seven Psychopaths) est un film britannico-américain réalisé par Martin McDonagh, sorti en 2012.

## Synopsis
Marty est un scénariste en difficulté qui rêve de terminer son scénario, Sept Psychopathes. Le meilleur ami de Marty, Billy, gagne sa vie en kidnappant des chiens et en récoltant les récompenses des propriétaires pour leur retour en toute sécurité. Billy est associé avec Hans, un homme religieux dont la femme, Myra, est atteinte d'un cancer et séjourne à l'hôpital.
Marty écrit une histoire sur un autre psychopathe, le "Quaker", qui traque le tueur de sa fille pendant des décennies, conduisant le tueur au suicide. Billy suggère à Marty d'utiliser l'un des psychopathes, le tueur de "Jack of Diamonds", auteur d'un récent double meurtre. Billy place une annonce dans le journal invitant les psychopathes à appeler et à partager leurs histoires pour que Marty les utilise dans son script. Un homme du nom de Zachariah Rigby s'approche de Marty et partage son histoire, celui d'avoir fait partie d'un duo de tueurs en série qui a tué d'autres tueurs en série, à condition que le film inclue un message à son ancienne partenaire dans le crime, Maggie. Billy et Hans volent un Shih Tzu nommé Bonny, ignorant qu'il s'agit de l'animal de compagnie bien-aimé de Charlie Costello, un gangster imprévisible et violent. Les voyous de Charlie, dirigés par Paulo, découvrent le lien de Hans avec l'enlèvement. Ils menacent de tuer Marty et Hans, mais le tueur Jack of Diamonds arrive et tue les voyous. Charlie retrouve la trace de Myra et la tue après qu'elle a refusé de lui dire quoi que ce soit. Billy se rend chez Costello pour rencontrer sa maîtresse, Angela, qui est aussi la petite amie de Charlie. Après que Billy lui a révélé qu'il a kidnappé Bonny, elle appelle Charlie pour le lui dire. Après avoir appris par Hans que Charlie a assassiné Myra, Billy tire sur Angela en représailles. Charlie arrive à l'adresse de Billy et découvre de nombreux paquets de cartes à jouer avec des valets de carreaux manquants, et se rend compte que Billy est le tueur de "Jack of Diamonds".
Marty, Billy et Hans quittent la ville avec Bonny. Hans révèle qu'il était le Quaker, Marty ayant écrit son histoire après l'avoir entendu d'un Billy ivre. Le trio s'enfonce dans le désert et installe le camp. Billy suggère que le script de Marty se termine par une fusillade entre les psychopathes et Charlie et son équipe.
Marty et Hans voient un gros titre disant que Billy est recherché en lien avec les meurtres de Jack of Diamonds. Marty affronte Billy, qui révèle qu'il a assumé le personnage de Jack of Diamonds pour donner l'inspiration à Marty. Marty dit à Billy qu'ils doivent rentrer chez eux. Pendant ce temps, Hans a une vision de Myra dans laquelle elle est dans un «endroit gris», ce qui le conduit à remettre en question sa croyance dans l'au-delà. Il ignore les réconforts de Marty vu que sa vision était une hallucination due au peyotl. Billy met le feu à la voiture, appelle Charlie, lui dit où ils se trouvent et, dans le but de dissiper les doutes de Hans sur une vie après la mort, prétend faussement avoir usurpé l'identité de Myra, après avoir été incapable de décrire ce que Myra avait dit précisément à Hans dans sa vision d'elle, à part qu'il était « gris » comme Billy l'avait entendu plus tôt, Hans part en s'éloignant. Billy, avec Bonny, attend avec impatience l'arrivée de Charlie, dans l'intention d'avoir une fusillade culminante. Charlie arrive seul, sans arme à part un fusée éclairante. Un Billy enragé tire sur Charlie, se sentant trompé. Marty s'enfuit avec Charlie, dans l'intention de l'emmener à l'hôpital, tandis que Billy se rend compte du but de la fusée éclairante et le tire. Hans trouve les voyous de Charlie attendant le signal de la fusée. Le grand groupe attire l'attention de la police, qui se rapproche. Hans fait semblant de tirer une arme, ce qui pousse Paulo à lui tirer dessus devant la police. Avant de mourir, Hans dit « Ce n'est pas du tout gris ».
Les voyous se dirigent vers le signal, avec la police à leur poursuite, et rencontrent Marty et Charlie, qui révèle qu'il n'a subi qu'une blessure superficielle. Charlie retourne alors vers Billy. Après une fusillade, Charlie et Billy s'affrontent, tenant respectivement Marty et Bonny en otage. Charlie libère Marty et tire sur Billy juste au moment où la police arrive. Charlie et Paulo sont arrêtés, mais Bonny reste aux côtés de Billy mourant. Marty visite la scène de la mort de Hans et trouve un magnétophone avec des suggestions pour Sept Psychopathes
Marty, ayant adopté Bonny, termine le scénario. Quelque temps plus tard, après la projection du film en salles, Marty reçoit un appel de Zachariah, qui a l'intention de le tuer pour avoir oublié de laisser un message comme promis. En entendant l'acceptation fatiguée et résignée de Marty, Zachariah se rend compte que les expériences de Marty ont fait de lui un homme changé et décide de l'épargner.

## Fiche technique
- Titre original : Seven Psychopaths
- Titre français : Sept Psychopathes
- Titre québécois : Les Psychopathes
- Réalisation : Martin McDonagh
- Scénario : Martin McDonagh
- Musique : Carter Burwell
- Direction artistique : David Wasco
- Décors : John Dexter
- Costumes : Karen Patch
- Photographie : Ben Davis
- Montage : Lisa Gunning
- Production : Graham Broadbent, Peter Czernin et Martin McDonagh
- Sociétés de production : Blueprint Pictures
- Sociétés de distribution :  Momentum Pictures (en)
- Budget : 15 millions USD
- Pays de production :  Royaume-Uni  États-Unis
- Langue originale : anglais
- Format : couleur − 2,35:1 − 35 mm − son Dolby Digital
- Genre : comédie noire
- Durée : 110 minutes
- Dates de sortie :
  - Canada : 7 septembre 2012 (festival international du film de Toronto)
  - Royaume-Uni : 7 décembre 2012
  - France : 30 janvier 2013
- Avertissement[Où ?] : des scènes de forte violence peuvent choquer les spectateurs ; déconseillé aux moins de 16 ans à la télévision[Où ?])

## Distribution
- Colin Farrell (VF : Boris Rehlinger ; VQ : Martin Watier) : Martin 'Marty' Faranan
- Sam Rockwell (VF : Thierry Ragueneau ; VQ : Daniel Picard) : Billy, psychopathe n°1
- Christopher Walken (VF : Bernard Tiphaine ; VQ : Hubert Gagnon) : Hans Kieslowski, psychopathe n°2
- Woody Harrelson ( VF : Emmanuel Jacomy ; VQ : Louis-Philippe Dandenault) : Charlie Costello, psychopathe n°3
- Željko Ivanek (VF : Emmanuel Karsen ; VQ : Frédéric Desager) : Paulo
- Linda Bright Clay (VF : Marie-Christine Darah) : Myra Kieslowski, psychopathe n°5
- Abbie Cornish (VF : Ingrid Donnadieu ; VQ : Éveline Gélinas) : Kaya,
- Tom Waits (VF : José Luccioni ; VQ : Éric Gaudry) : Zachariah Rigby, psychopathe n°6
- Olga Kurylenko (VF : Julie Turin ; VQ : Annie Girard) : Angela
- Michael Pitt (VF : Emmanuel Garijo ; VQ : Hugolin Chevrette-Landesque) : Larry
- Michael Stuhlbarg (VF : Pierre-François Pistorio ; VQ : Benoît Brière) : Tommy
- Kevin Corrigan (VF : Cédric Dumond) : Dennis
- Long Nguyen : le prêtre vietnamien, psychopathe n°4
- Gabourey Sidibe (VF : Véronique Alycia ; VQ : Pascale Montreuil) : Sharice
- Sandy Martin : Mère de Tommy
- Harry Dean Stanton : Le quaker
- Brendan Sexton III : Zachariah jeune
- Christine Marzano

Sources et légendes : version française (VF) sur RS Doublage ; version québécoise (VQ) sur Doublage.qc.ca

Photos des acteurs principaux
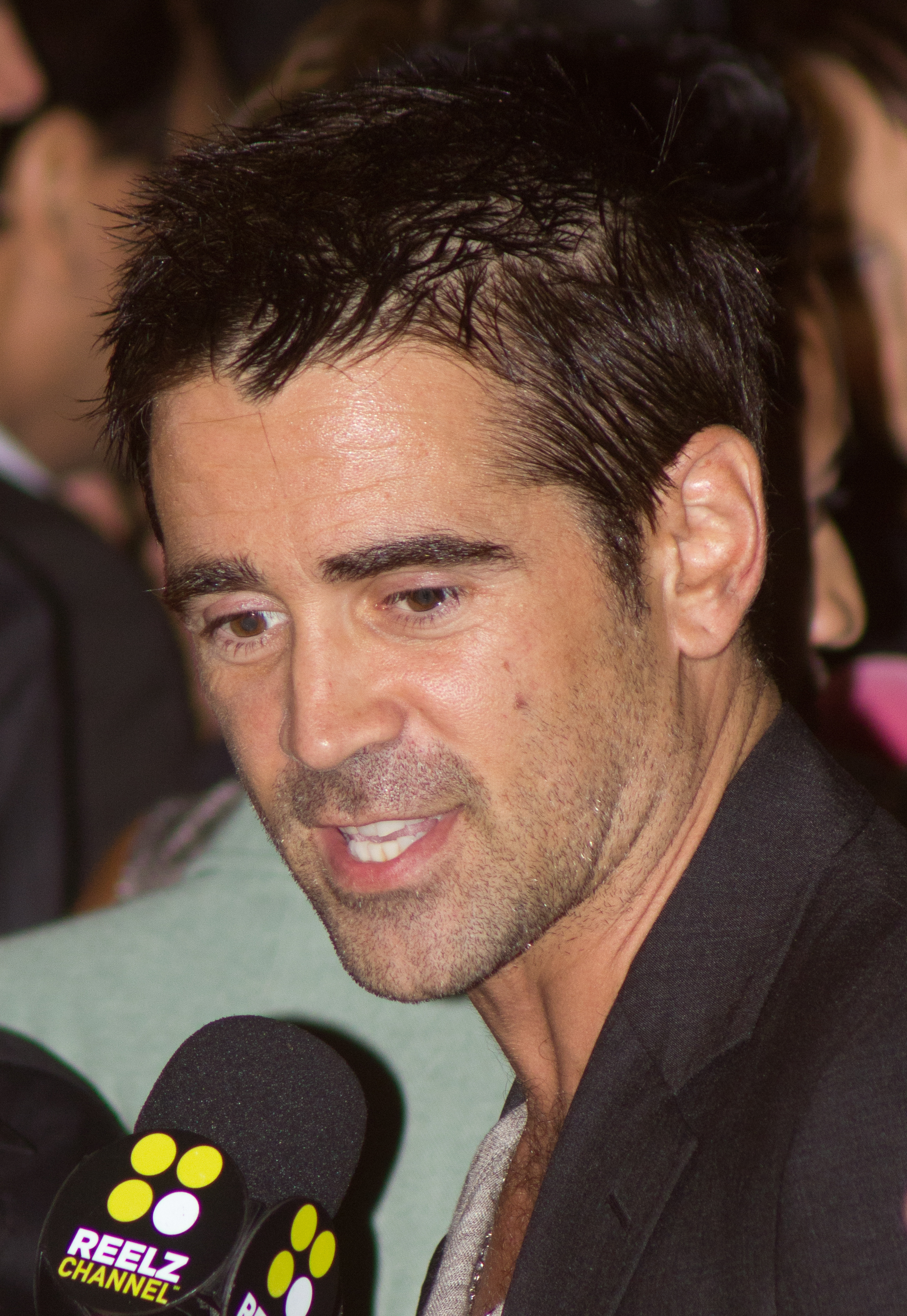
Colin Farrell est Martin 'Marty' Faranan
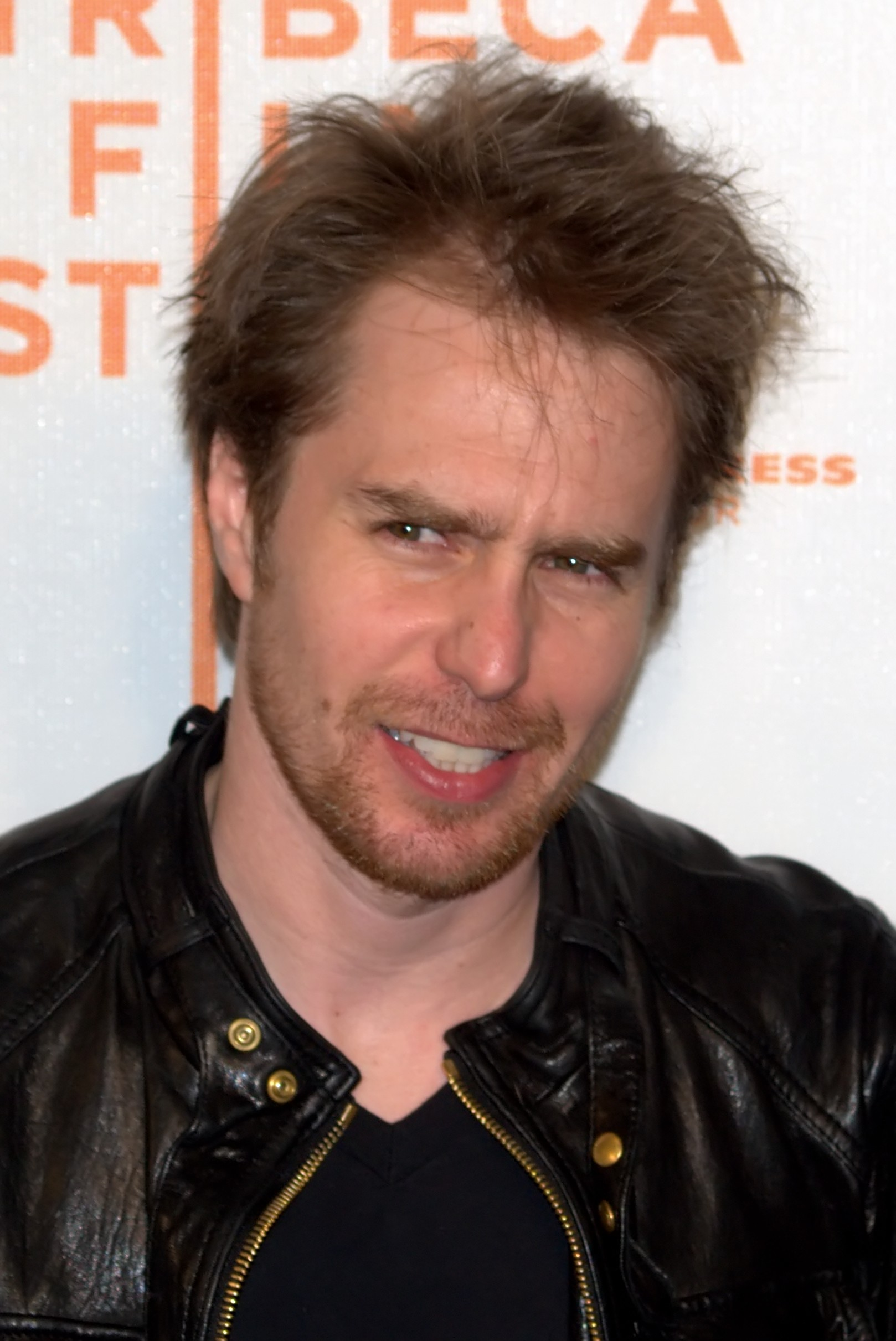
Sam Rockwell est Billy, psychopathe n°1
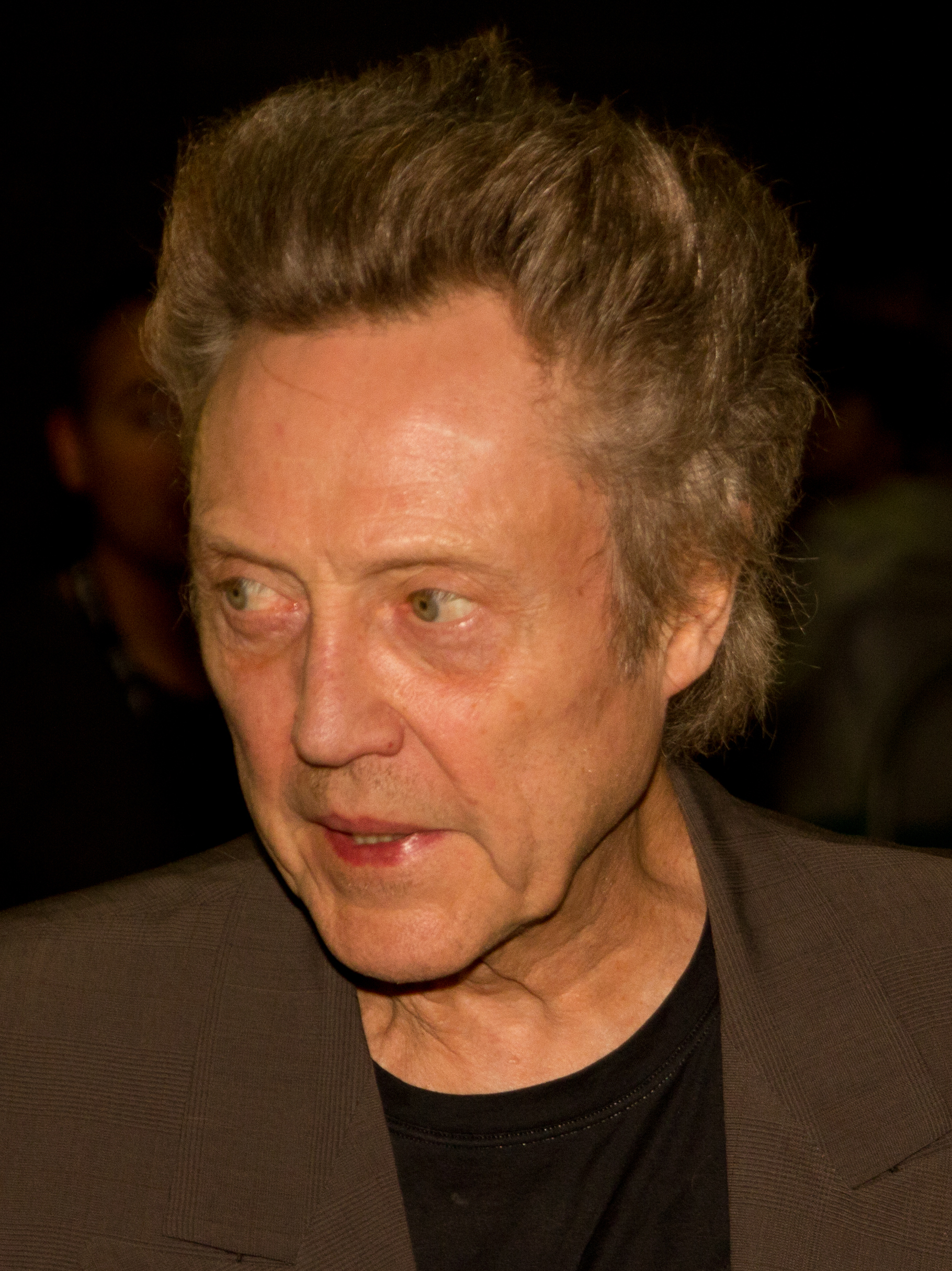
Christopher Walken est Hans Kieslowski, psychopathe n°2
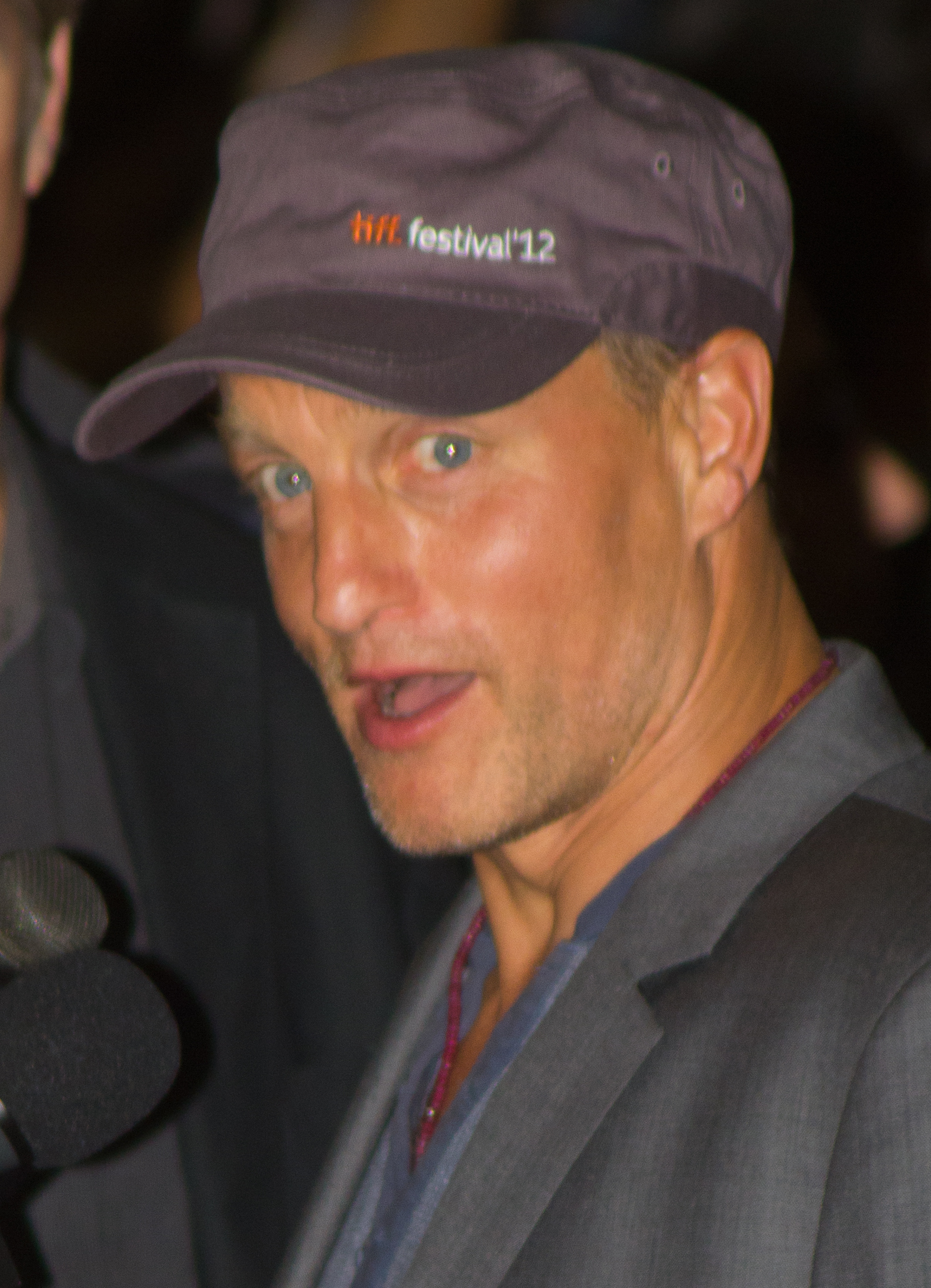
Woody Harrelson est Charlie Costello, psychopathe n°3
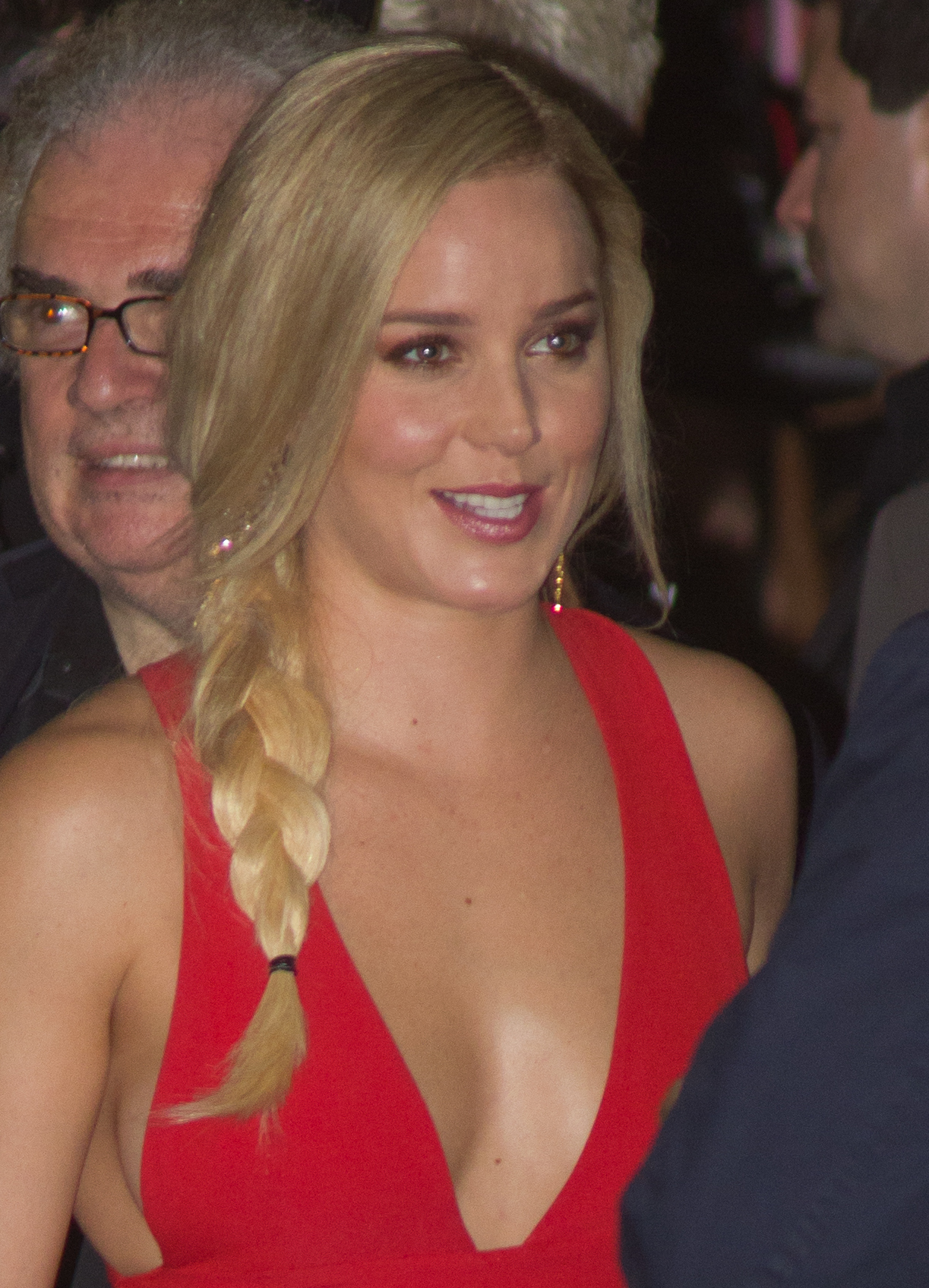
Abbie Cornish est Kaya
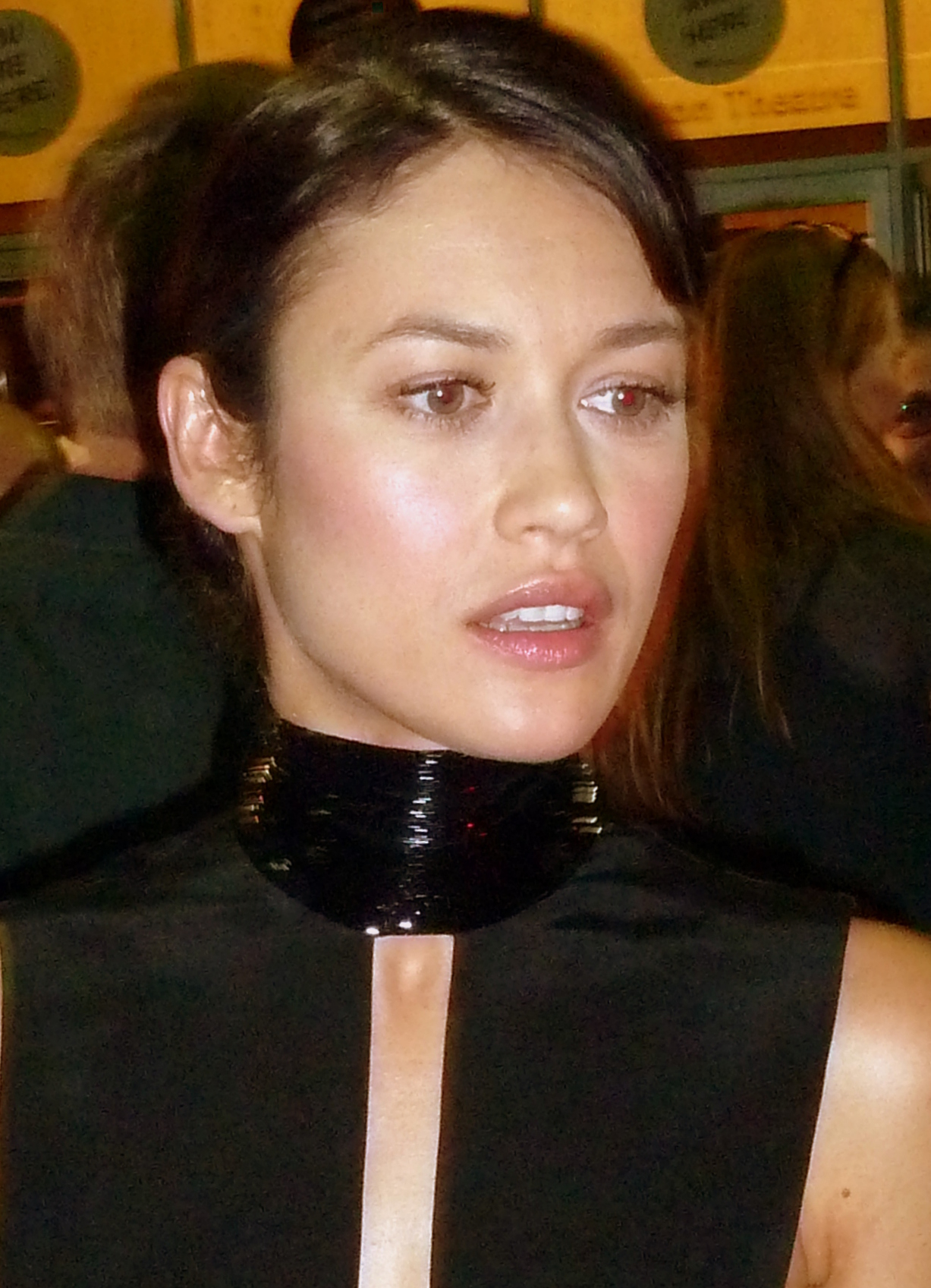
Olga Kurylenko est Angela
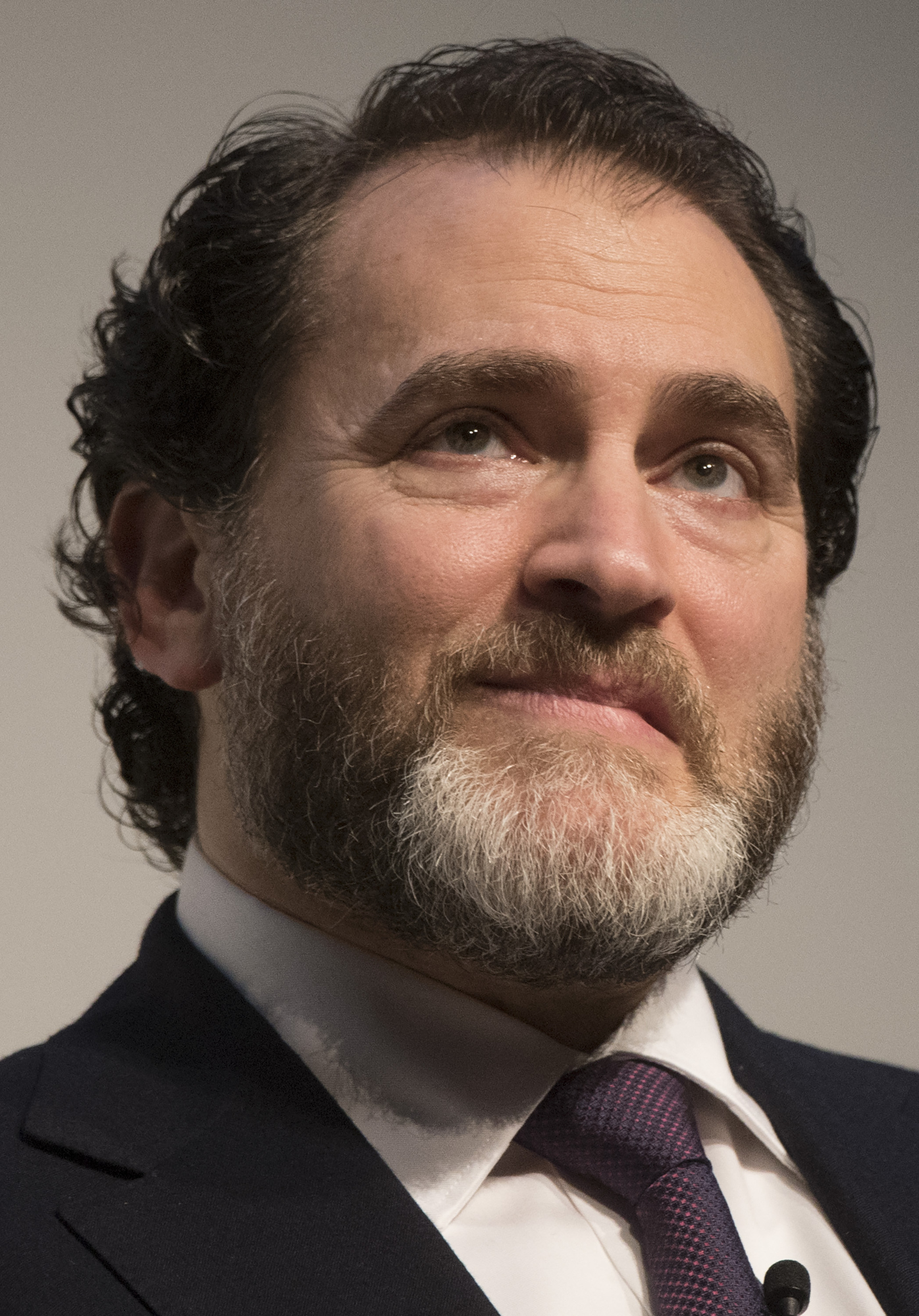
Michael Stuhlbarg est Tommy